# Terraria
Terraria es un videojuego de acción, aventura y de sandbox producido de forma independiente por el estudio Re-Logic. Tiene características tales como la exploración, la artesanía, la construcción de estructuras y el combate.
Se lanzó el 16 de mayo de 2011. Hasta la fecha lleva más de 45 000 000 de copias vendidas entre sus diversas plataformas.
Se estima que el juego vendió alrededor de 50 000 copias el día del lanzamiento, con más de 17 000 jugadores en línea al mismo tiempo. En asociación con la productora 505 Games el juego fue lanzado para las plataformas Xbox 360, PlayStation 3 y PlayStation Vita, pero estas se dejaron de actualizar. Sus ventas totales se estiman alrededor de un millón de copias. El juego también fue lanzado para los sistemas Android e iOS alcanzando en estas plataformas 8,9 millones de copias descargadas.

## Mecánica de juego
Terraria es un videojuego de mundo abierto en 2D. Contiene elementos de construcción, exploración, aventura y combate, muy similar a juegos clásicos de la consola Super NES, como por ejemplo la serie Metroid, y a otras entregas no tan antiguas como Minecraft. 
El juego comienza en un mundo creado de forma aleatoria. El usuario puede personalizar a su personaje; cambiando el estilo de su pelo, camisa, pantalones, así como el color de los mismos, su género, entre otras personalizaciones que permite el juego. El jugador tiene a su disposición herramientas de distintos tipos, las cuales sirven para moldear el mundo y trabajar los recursos que el jugador encuentre (tales como minerales). Así mismo, el jugador inicia con una cantidad limitada de vida y puntos de magia, los cuales puede incrementar. También es posible mejorar al personaje incrementando su ataque, defensa, velocidad, entre otros, usando distintos objetos obtenibles en el transcurso de la partida. El jugador puede utilizar los materiales y recursos que va encontrando para crear nuevos objetos, tales como armas, armaduras, pociones, etc., siendo los objetos más avanzados los más difíciles de crear.
El jugador puede encontrar una gran variedad de enemigos en Terraria, los cuales aparecen dependiendo de diversos factores que incluye la hora, el lugar, eventos especiales e interacciones que hace el personaje. El jugador puede pelear contra sus enemigos con diversas armas como espadas, arcos, armas de fuego, armas mágicas, etc. También se puede batallar con jefes, los cuales dan objetos importantes al ser derrotados y son sumamente difíciles de matar. La mayoría se encuentran o son invocables en determinados biomas, lugares y/o franjas horarias, como «El Muro de Carne» que se encuentra en el infierno, el Cerebro de Cthulhu que pertenece al Carmesí, La Reina Slime que se invoca en la Bendición con el Cristal de Gelatina, «El Devoramundos» proveniente del bioma «Corrupción», «Esqueletrón» perteneciente a «La Mazmorra», el «Ojo de Cthulhu» el cual solo es invocable en la noche, o también puede ser el caso de «Plantera», la cual se invoca en la selva destruyendo una flor rosada llamada: «Bulbo de Plantera». Todos los jefes pueden ser invocados con sus respectivos invocadores.
Completando diferentes requisitos (por ejemplo derrotar a un jefe u obtener objetos específicos) el jugador puede atraer NPC los cuales ocuparán una casa siempre y cuando estas cumplan con los requerimientos necesarios. El juego posee un sistema de comercio en forma de monedas, en el cual el jugador puede comprar o vender diversos objetos a los NPC. Las monedas se consiguen matando monstruos, destruyendo jarrones, encontrando tesoros o vendiendo objetos a los NPC.
Hay un total de 31 NPC, de los cuales 28 necesitan una casa en la que pueda vivir. Los otros 3 no se mudan a las casas. Estos personajes pueden, entre otras cosas, curar, atacar monstruos, así como vender artículos. Los NPC también aparecerán dependiendo del modo de dificultad, cual se cambia cuando elimines a cierto jefe en cierto momento del juego.

### NPC del Modo Normal
- «El Guía»
- «El Mercader»
- «La Enfermera»
- «El Demoledor»
- «La Dríada»
- «El Traficante de armas»
- «El Anciano»
- «El Buhonero»
- «La Mecánica»
- «El Duende Chapucero»
- «El Mercader de Tintes»
- «La Chica Fiestera»
- «El Pintor»
- «El Médico Brujo»
- «La Estilista»
- «El Mercader Ambulante»
- «El Pescador»
- «El Tabernero»
- «El Mercader Esquelético»
- «La Zoóloga»
- «El Golfista»

### NPC del Modo Difícil
- «El Mago»
- «El Recaudador de Impuestos»
- «La Trufa»
- «La Steampunker»
- «El Cyborg»
- «El Pirata»
- «Papa Noel»
- «La Princesa»

El juego también incluye biomas endémicos y/o únicos como el inframundo, «La Corrupción», «El Carmesí», los bosques, la selva, la tundra y el desierto. Todos ellos están caracterizados por un set único de bloques, así como enemigos únicos. Si el jugador viaja al bioma del inframundo, invoca y destruye al jefe conocido como «La muralla de Carne», el juego entrará en el «Modo Difícil», el cual añade nuevos y más difíciles enemigos a través del mundo, así como, los ya nombrados, nuevos NPC, jefes, minerales y objetos.
Así mismo, también existe el «Modo Experto» como nivel de dificultad. Si es activado al crear un mundo se incrementa la dificultad del juego haciendo que los enemigos tengan el doble de vida y de daño, dichas estadísticas incrementan después de entrar el «Modo Difícil», así mismo, da a los jefes nuevos patrones de ataque, disminuyendo la regeneración de vida, etc. También añade accesorios exclusivos de este modo, los cuales solo se pueden obtener al vencer jefes y aumenta las chances de obtener objetos en comparación al «Modo Normal».
En la versión 1.4 se añadió un nuevo modo más difícil que el «Modo Experto», llamado «Modo Maestro», en el cual la dificultad aumenta mucho más, los enemigos tienen más daño, más vida, los jefes tienen un 50% más de daño en comparación al «Modo Experto», al entrar al modo difícil aumenta grandemente la vida y el daño de enemigos, etc. Cómo recompensa al jugador, añade un nuevo espacio para accesorios, nuevas mascotas y reliquias exclusivas de este modo.

## Desarrollo
Terraria empezó su desarrollado por Re-Logic a inicios de enero de 2011. Está construido en el framework de Microsoft XNA. El juego fue lanzado el 16 de mayo de 2011. Re-Logic está compuesto por Andrew Spinks, quien diseñó y programó el juego, y Finn Brice, quien junto con Spinks hizo el diseño gráfico para el juego. La música fue compuesta por Scott Lloyd Shelly a través de su estudio Resonance Array.
En febrero de 2012, los desarrolladores anunciaron que no continuarían con el desarrollo activo, pero lanzarían una actualización final para solucionar problemas. Sin embargo, el desarrollo reanudaría en 2013 con el lanzamiento de la versión 1.2. Adicionalmente, 505 Games ha portado el juego a varias consolas de videojuegos y añadido nuevo contenido, pero no tiene ningún derecho sobre la versión de PC del juego. El 24 de enero de 2013, Spinks solicitó sugerencias de nuevas características para posibles actualizaciones futuras de la versión de PC. Esta pregunta fue puesta a la gente en el foro oficial de Terraria. A partir del 3 de abril de 2013, Spinks publicó un spoiler de la posible actualización para Terraria, mostrando la posibilidad de la actualización. Mientras que inicialmente el lanzamiento estaba programado para julio de 2013, fue luego desplazado al 1 de octubre de 2013. Spike Chunsoft lanzó la versión de PlayStation 3 en Japón, incluyendo artículos exclusivos como un traje basado en Monokuma de Danganronpa: Trigger Happy Havoc.
En una entrevista con Rock, Paper, Shotgun en octubre de 2013, Spinks dijo que estaba trabajando en la progresión final para Terraria, así como una posible actualización de Halloween. También anunció que estaba planeando una secuela.
El 30 de junio de 2015 el juego se actualizó a la 1.3 la cual fue la segunda actualización más grande que se ha hecho en el juego, en la que se agregaban nuevos jefes, eventos, bloques, características, mobs, entre otros.
Finalmente en la convención de juegos E3 (Electronic Entertainment Expo) del 2019 se mostró un tráiler de lo que sería la última actualización que tendrá el juego, la 1.4, agregando nuevos jefes, modos, biomas, entre otros. Esta actualización se incorporó al juego el 16 de mayo de 2020.
El 28 de septiembre de 2022 se actualizó a la 1.4.4 "Labor of Love" u "Obra de Amor" donde se solucionaron varios problemas de que la princesa no podía aparecer en cualquier mundo. Se añadió un nuevo mini bioma que se llama Éter o Aether donde se encuentra en el centro un líquido llamado "Fulgor o shimmer" además podrá transformar algunos objetos a otro pero también puede descraftear algunos.Además se añadió una nueva semilla secreta que se llama "get fixed boi" donde el mundo sería todo Mal y habrá un jefe nuevo que se llama "Mechdusa" dónde los 3 jefes mecánicos se fusionaron para ser más fuerte.El mundo comenzará con los NPC's del modo difícil y normal La princesa,La chica fiestera,La steampunker y El recaudador de impuestos pero cuando amanece un nuevo día,los NPC moriran.

## Recepción
Terraria recibió críticas generalmente favorables de los críticos, según un reviewer de Metacritic. Una reseña de Destructoid incluía alabanzas para Terraria como «llenas de profundidad». Otro reviewer elogió la integración de algunos de los conceptos de Minecraft en dos dimensiones.
GameSpot elogió la exploración de Terraria y el sentimiento de logro, pero criticó su falta de instrucciones o tutoriales. IGN elogió el juego, afirmando que Terraria: «Se expande en la ya conocida jugabilidad sandbox con un gran énfasis en el combate y la aventura». 
Terraria recibió el #1 de Indie del año 2011 en la elección del jugador en IndieDB.

## Terraria: Otherworld
El 9 de febrero de 2015 se anuncia una nueva entrega, un spin-off llamado Terraria: Otherworld. La aventura se traslada hasta una dimensión alternativa, donde los jugadores tendrán que luchar a vida o muerte para restablecer el orden en un mundo dominado por las fuerzas del mal. El usuario podrá hacer uso de todo tipo de materiales que se encuentren a su paso para construir lo que necesite, así, y usando toda su imaginación, podrá vencer al mal en un mundo abierto y en 2D, pero con gráficos mejorados. El 12 de abril de 2018, después de varios meses de inactividad, Re-Logic anuncia la cancelación del proyecto, debido a que el tiempo de desarrollo se extendió demasiado y afectaba a otros proyectos.